# Ioánnis Stathás
Ioánnis « Yánnis » Stathás (grec moderne : Ιωάννης «Γιάννης» Σταθάς) est un homme politique grec.

## Biographie
Élu député de la Béotie sur la liste de la SYRIZA aux élections législatives de janvier 2015, il est membre de la commission permanente de la défense nationale et des affaires étrangères et de la commission permanente des affaires sociales.
Opposé à l'accord passé entre le gouvernement Tsípras et les créanciers de la Grèce sur un nouveau prêt de 86 milliards d'euros sur trois ans, en échange de nouvelles mesures d'austérité, il fait partie des fondateurs du nouveau parti Unité populaire le 21 août 2015.